# Чейни, Грэм
Грэм Фрэ́нсис Че́йни (англ. Grahame Francis Cheney; 27 апреля 1969, Литгоу) — австралийский боксёр полусредних весовых категорий, выступал за сборную Австралии во второй половине 1980-х годов. Серебряный призёр летних Олимпийских игр в Сеуле, обладатель бронзовой медали Игр Содружества, победитель многих международных турниров и национальных первенств. В период 1991—1996 боксировал на профессиональном уровне, но без особых достижений.

## Биография
Грэм Чейни родился 27 апреля 1969 года в городе Литгоу, штат Новый Южный Уэльс. Занимался боксом с раннего детства у тренера Джеффа Кроуи, показывал достойные результаты как на юниорских, так и на взрослых соревнованиях. Благодаря череде удачных выступлений удостоился права защищать честь страны на летних Олимпийских играх 1988 года в Сеуле, в полусреднем весе сумел дойти до финала, но в решающем матче со счётом 0:5 уступил советскому боксёру Вячеславу Яновскому. Выигранная серебряная олимпийская медаль стала второй за всю историю австралийского бокса и первой за последние 80 лет (первая была добыта Реджинальдом Бейкером на Олимпиаде 1908 года в Лондоне). Будучи одним из лидеров сборной, в 1990 году Чейни поучаствовал в зачёте Игр Содружества в Окленде, в первой средней весовой категории занял третье место. Хотел пройти квалификацию на Олимпийские игры в Барселону, но, не дождавшись, перешёл в профессиональный бокс.
В апреле 1991 года Чейни провёл свой первый профессиональный бой, победил техническим нокаутом партнёра по олимпийской команде Даррелла Хайлза. В течение последующих месяцев одержал ещё несколько побед, стал чемпионом штата Новый Южный Уэльс в первом среднем весе, чемпионом Австралии, а также интернациональным чемпионом в полусредней весовой категории по версии Всемирного боксёрского совета (ВБС). Первое в профессиональной карьере поражение потерпел в апреле 1994 года от малоизвестного австралийского боксёра Алекса Туи. После этой неудачи он продолжал выходить на ринг ещё три года, выиграл пояс чемпиона Океании по версии Международной боксёрской федерации (МБФ), защитил звание интернационального чемпиона, подтвердил своё лидерство в Австралии. В марте 1996 года техническим нокаутом проиграл россиянину Виктору Баранову и вскоре принял решение завершить карьеру спортсмена.
Всего в профессиональном боксе Грэм Чейни провёл 20 боёв, из них 17 окончил победой (в том числе 11 досрочно), три поединка закончились поражениями. После завершения спортивной карьеры долгое время страдал от маниакально-депрессивного расстройства, выражавшегося резкими сменами настроения от эйфории до тяжелейшего отчаяния — по этой причине имел проблемы с законом и не мог долго работать на одном месте. В настоящее время держит себя под контролем, регулярно принимая лекарства.